# Клиноголовы
Клиноголовы (лат. Sphaenorhynchus) — род бесхвостых земноводных из семейства квакш. Они встречаются в бассейнах рек Амазонки и Ориноко в Южной Америке, Гвиане, Тринидаде, а также в южной и восточной Бразилии. Большинство видов встречаются в Атлантическом лесу в Бразилии.
Это маленькие и средние по размеру квакши. Они ярко-зеленые или желтовато-зеленые. Рыло заострено и выступает в боковой проекции. У большинства видов хорошо развиты горизонтальные кожные лоскуты с каждой стороны ануса. Перепонки на передних лапах развиты слабо, а на задних — хорошо. У самцов есть голосовой мешок в задней части горла.

## Классификация
На январь 2023 года в род включают 15 видов:
- Sphaenorhynchus botocudo Caramaschi, Almeida & Gasparini, 2009
- Sphaenorhynchus bromelicola Bokermann, 1966 — Бромелиевый клиноголов
- Sphaenorhynchus cammaeus Roberto, Araujo-Vieira, Carvalho-e-Silva & Avila, 2017
- Sphaenorhynchus canga Araujo-Vieira, Lacerda, Pezzuti, Leite, Assis & Cruz, 2015
- Sphaenorhynchus caramaschii Toledo, Garcia, Lingnau & Haddad, 2007
- Sphaenorhynchus carneus (Cope, 1868) — Красно-зелёный клиноголов
- Sphaenorhynchus dorisae (Goin, 1957) — Клиноголов Кокрен
- Sphaenorhynchus lacteus (Daudin, 1800) — Золотистый клиноголов
- Sphaenorhynchus mirim Caramaschi, Almeida & Gasparini, 2009
- Sphaenorhynchus palustris Bokermann, 1966 — Болотный клиноголов
- Sphaenorhynchus pauloalvini Bokermann, 1973 — Бразильский клиноголов
- Sphaenorhynchus planicola (Lutz & Lutz, 1938) — Равнинный клиноголов
- Sphaenorhynchus platycephalus (Werner, 1894)
- Sphaenorhynchus prasinus Bokermann, 1973 — Зелёный клиноголов
- Sphaenorhynchus surdus (Cochran, 1953) — Паранайский клиноголов